# キルキス県

キルキス県
Περιφερειακή ενότητα Κιλκίς測地系: 北緯41度0分 東経22度50分 / 北緯41.000度 東経22.833度座標: 北緯41度0分 東経22度50分 / 北緯41.000度 東経22.833度

キルキス県（キルキスけん、ギリシア語: Κιλκίς / Kilkís）は、ギリシャ共和国の中央マケドニア地方を構成する行政区（ペリフェリアキ・エノティタ）のひとつ。県都はキルキス。

## 地理
キルキス県の西部にはペコ山脈が、北東部にはケルキニ山脈が、東部にはクルシア山脈が連なっている。また、県北部にはドイラニ湖（en:Doirani）が存在する。
キルキス県の東はセレス県、南はテッサロニキ県、西はペラ県と接し、北はマケドニア共和国のゲヴゲリヤと国境を接している。

### 気候
県南部のアクシオス川流域は、主に地中海性気候である。一方で、主に高地部では冬が厳しい大陸性気候となる。

## 歴史

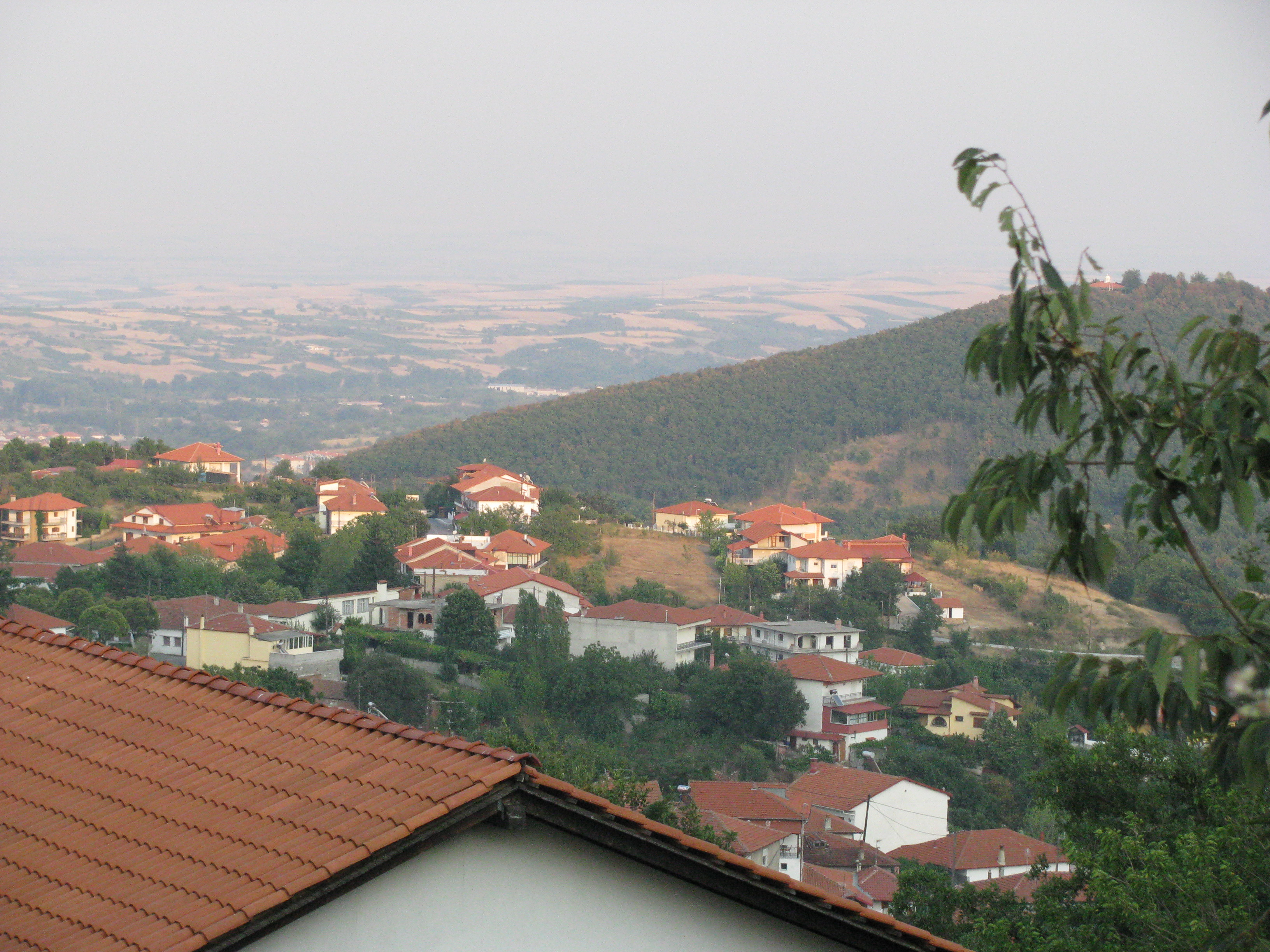
県内の集落

現在のキルキス県の地域は、マケドニア王国に征服され、併合されるまでは数々の王国が存在していた。第三次マケドニア戦争（en:Third Macedonian War）でマケドニア王国が敗れ、この地は共和政ローマの支配下に入った。395年にローマ帝国が東西に分裂すると、東ローマ帝国の統治領となった。10世紀にこの地域は第一次ブルガリア帝国に征服され、ブルガリア人が居住するようになった。11世紀にはビザンツ帝国がこの地域を奪回したが、1204年にラテン帝国領となり、その60年後に再びビザンツ帝国領となった。
その後オスマン帝国に併合されてから500年間、オスマン帝国領であり続けた。19世紀の終わりにマケドニア抗争が始まると、この地域のギリシア人とブルガリア人の間で衝突が起こった。その後1912年の第一次バルカン戦争で、現在のキルキス県東部はブルガリア領となった。しかし、1913年に起きた第二次バルカン戦争では、ギリシャ王国がこの地域を占領し、ギリシャ王国に併合された。この時北部マケドニア地方（現在のマケドニア共和国）のギリシア人がこの地域に移住した。また、ヌイイ条約の結果、北トラキア地方のギリシア人がこの地域に移り住み、逆にこの地域に住むブルガリア人はブルガリアへ移住した。その結果この地域のギリシャ語話者は多数派となった。さらに、1922年の希土戦争の後に結ばれたローザンヌ条約で、小アジアからのギリシア人も移住した。
1939年までこの地域はテッサロニキ県の一部だったが分割され、現在のキルキス県が構成された。第二次世界大戦とギリシャ内戦では多くの建造物が破壊されたが、戦後修復された。その後人口は増加し、海外へも流出した。1972年には国道1号線が開通した。

## 行政区画

キルキス県

### 市（ディモス）
キルキス県は、以下の自治体（ディモス、市）から構成される。人口は2001年国勢調査時点。
|   | 自治体名 | 綴り    | 政庁所在地        | 面積 Km² | 人口   |
| - | -------- | ------- | ----------------- | -------- | ------ |
| 1 | キルキス | Κιλκίς  | キルキス          | 1,581.2  | 56,336 |
| 2 | ペオニア | Παιονία | ポリカストロ (el) | 923.7    | 32,720 |

### 旧自治体（ディモティキ・エノティタ）

キルキス県の旧自治体（1999年 - 2010年）

カリクラティス改革（2011年1月施行）以前の広域自治体（ノモス）としてのキルキス県（Νομός Κιλκίς）は、以下の基礎自治体（ディモスとキノティタ）から構成されていた。改革後、旧自治体は新自治体（ディモス）を構成する行政区（ディモティキ・エノティタ）となっている。
下表の番号は右図と対応している。「旧自治体」欄で※印を付したものはキノティタ、それ以外はディモス。「政庁所在地」欄で太字になっているものは、新自治体の政庁所在地となったものを示す。
|    | 旧自治体       | 綴り       | 政庁所在地           | 新自治体 |
| -- | -------------- | ---------- | -------------------- | -------- |
| 1  | キルキス       | Κιλκίς     | キルキス             | キルキス |
| 2  | アクシウポリ   | Αξιούπολη  | アクシウーポリ (el)  | ペオニア |
| 3  | ガリコス       | Γαλλικός   | カンバニ (el)        | キルキス |
| 4  | グメニサ       | Γουμένισσα | グメニサ (el)        | ペオニア |
| 5  | ドイラニ       | Δοϊράνη    | ドイラニ             | キルキス |
| 6  | エヴロポス     | Ευρωπός    | エヴロポス (el)      | ペオニア |
| 7  | クルサ         | Κρούσσα    | テルピロス           | キルキス |
| 8  | ムリエス       | Μουριές    | スタトモス・ムリオン | キルキス |
| 9  | ピクロリムニ   | Πικρολίμνη | ミクロカンボス       | キルキス |
| 10 | ポリカストロ   | Πολύκαστρο | ポリカストロ         | ペオニア |
| 11 | ヘルソ         | Χέρσο      | ヘルソ               | キルキス |
| 12 | リヴァディア ※ | Λιβάδια    | リヴァディア         | ペオニア |

- Διοικητική διαίρεση νομού Κιλκίς (πρόγραμμα Καποδίστριας) - キルキス県の自治体・集落一覧（1999年 - 2010年）

### 郡（エパルヒア）
ノモスとしてのキルキス県には以下の郡（エパルヒア）があったが、2006年以降法的な位置づけは行われていない。
| 郡名            | 綴り    | 中心地   |
| --------------- | ------- | -------- |
| キルキス郡 (en) | Κιλκίς  | キルキス |
| ペオニア郡 (en) | Παιονία | グメニサ |

## 交通

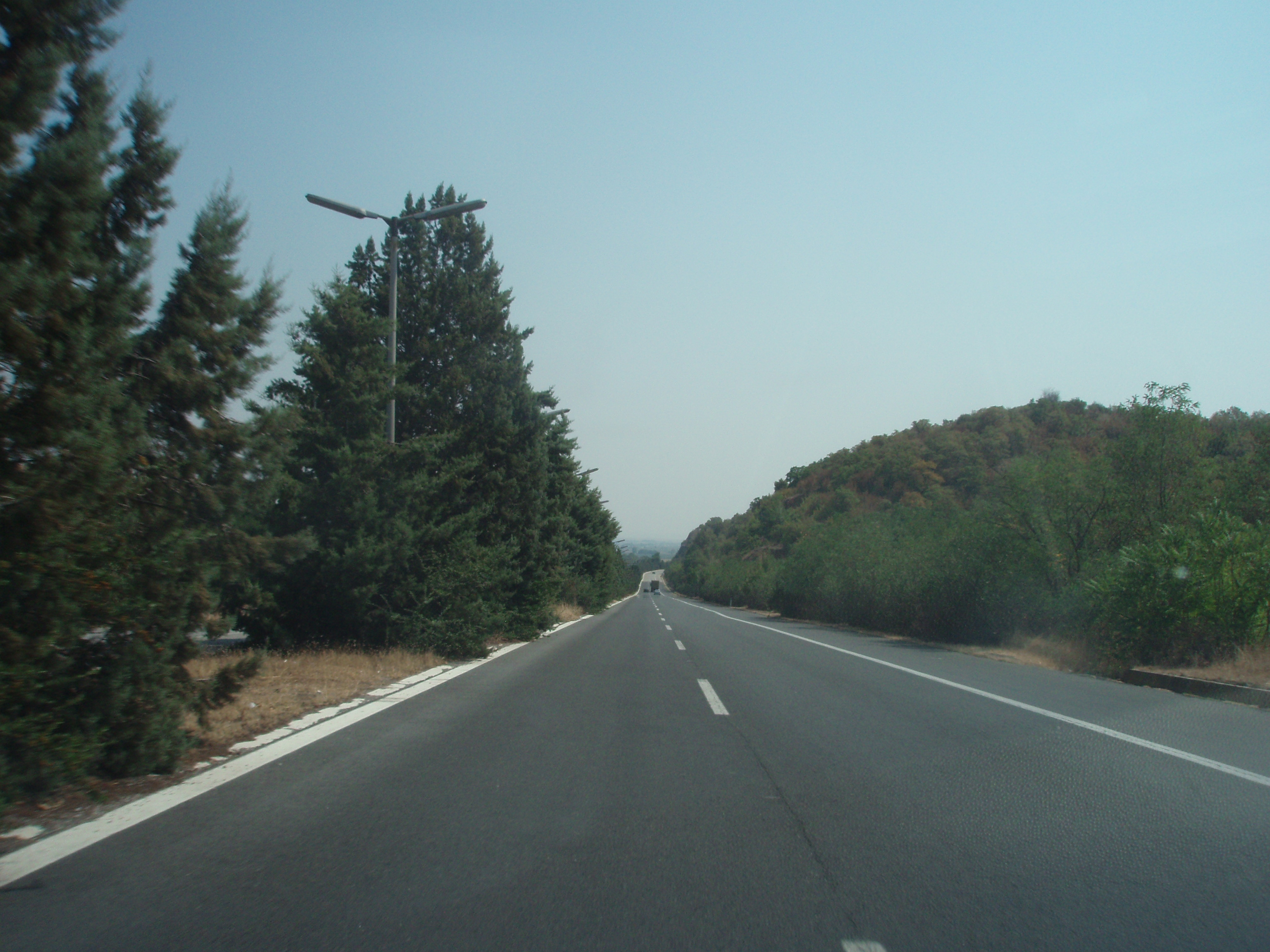
国道1号線（ポリカストロ市付近）

- 国道1号線（欧州自動車道路E75号線）
- 国道65号線

## 参考
1. ↑  "Trapped...the Greeks of Skopje", Dimitrios Alexandrou, Erodios, Thessaloniki 2008（ギリシア語）